# Tom Brier
Tom Brier, ameriški pianist in skladatelj, * 3. oktober 1971, Oakdaleu, Kalifornija, ZDA

## Zgodnje življenje
Tom Brier se je rodil 3. oktobra 1971 v Kaliforniji. Pri štirih letih je od staršev dobil klavir, pri petih letih pa je začel obiskovati tečaje klavirja.
Po končani srednji šoli je Brier študiral računalništvo na Turlock State University v Turlocku in leta 1993 diplomiral z bachelorjem. Od takrat je deloval v Sacramentu kot programer in oblikovalec. V prostem času je komponiral klavirske skladbe in igral na številnih glasbenih prireditvah.

## Glasbena kariera
Leta 1985 je Brier pritegnil zanimanje Larryja Applegatea, predsednika združenja Sacramento Ragtag. Brier se je večkrat udeležil sestankov društva, kjer je pogosto tudi nastopal. Pozornost javnosti so pritegnile Brierjeve interpretacije klasik ragtimea, ki so opisane kot agresivne. Prejel je tudi priznanje za svoje poglobljeno poznavanje različnih žanrov zgodnje ragtime glasbe.
Brier se je pogosto udeleževal dogodkov posvečenih ragtimeu na zahodni obali ZDA. Leta 1989 je prvič nastopil na West Coast Ragtime Festivalu. Med drugim je imel koncerte še v Sedaliji, Misuriju, Phoenixu in Indianapolisu.
Brier je svojo prvo skladbo "Pine Cone Rag" zložil leta 1982 pri 11 letih. Do leta 2006 je napisal več kot 150 skladb,  kmalu pa je repertoar presegel 200 skaldb, od katerih jih je približno 100 ragtimeovske zvrsti. Brierjevo skladanje pokriva široko paleto različnih podzvrsti ragtimea in sorodnih glasbenih stilov. Sodeloval je tudi s številnimi ragtime skladatelji, kot so Eric Marchese, Neil Blaze, Gil Lieberknecht in Kathi Backus.

## Nesreča
Po navedbah svojcev je bil Brier 6. Avgusta 2016 udeležen v prometni nesreči. Tovornjak, ki se mu je bližal od zadaj, je Brierjev avto povsem uničil in ga potisnil v drugo vozilo. Po nesreči je bil dva meseca in pol v komi, nato je 4 leta preživel v domu za ostarele, kjer so zanj skrbeli tako dobro, da od tedaj zanj skrbi njegova družina.

## Diskografija
Tom Brier je izdal osem albumov, enega z Nan Bostick.
- Rising Star (1994)
- Generic (1997)
- Pianola (2000)
- Dualing at the McCoys (z Nan Bostick, 2002)
- Skeletons (2003)
- Rewind (2006)
- Blue Sahara (2009)
- Constellations (2012)